# Mordellistena malkini
Mordellistena malkini là một loài bọ cánh cứng trong họ Mordellidae. Loài này được Ray miêu tả khoa học năm 1947.

## Hình ảnh

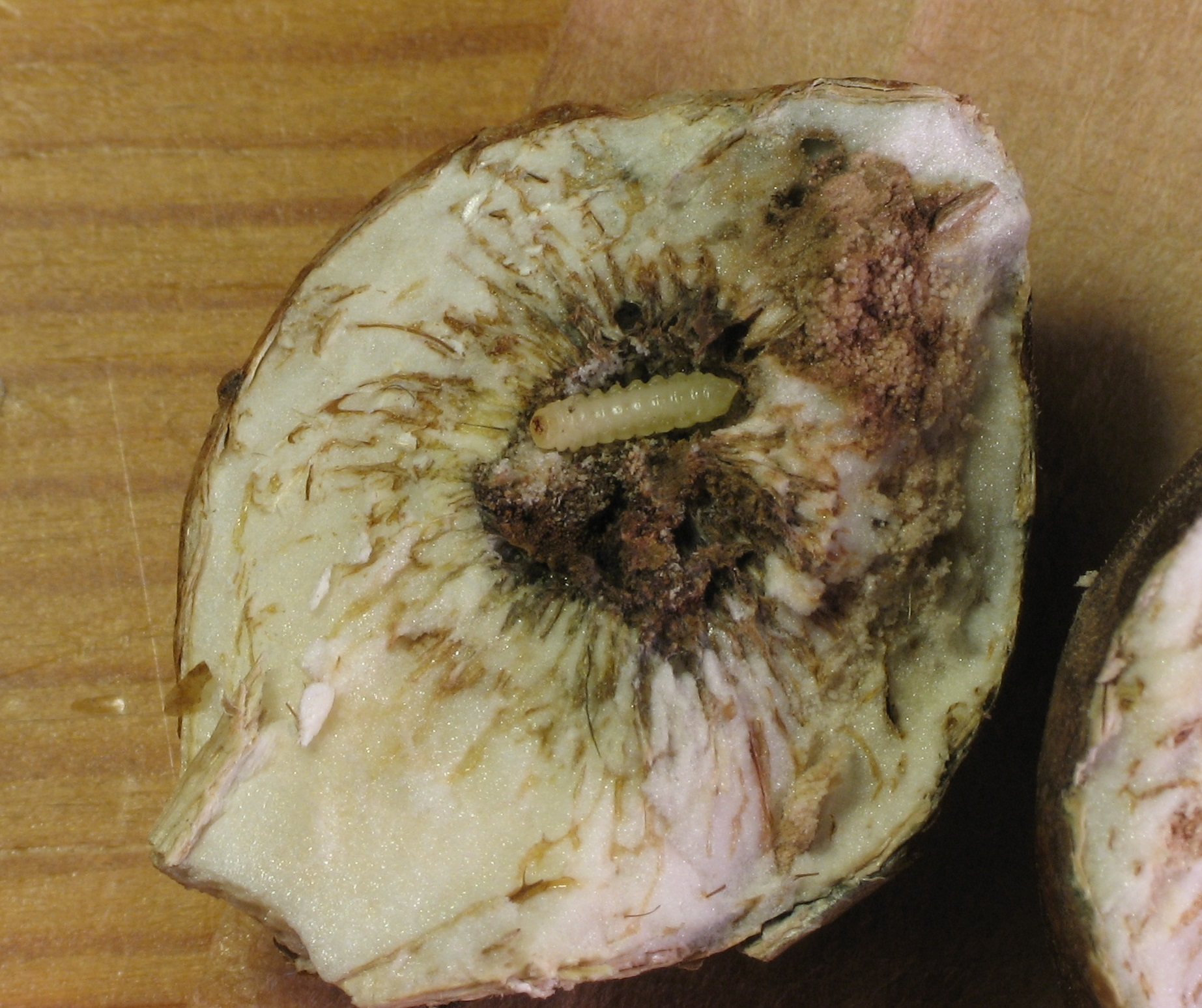